# Academia Bereber
La Academia Bereber de Intercambio e Investigación Cultural (en francés: Académie berbère d'échange et de recherches culturels, generalmente abreviada como Academia Bereber, Académie berbère) fue una asociación cultural cabila con sede en París formada en 1966 y autorizada oficialmente en marzo de 1967 con el objetivo de elevar la conciencia amazigh. La asociación pasó a llamarse Agraw Imazighen (en español: Asamblea de los Imazighen), en tamazight en 1969.  

## Historia
La Academia Bereber está asociada principalmente con el activista argelino Mohand Arav Bessaoud, quien formó la academia con un pequeño grupo de "Luminarias cabilas del mundo académico, artístico y político", entre ellos Ramdane Haifi, Mouloud Mammeri, Mohand Saïd Hanouz y la cantante Taos Amrouche, quien organizó su primera reunión en su casa de París. La asociación se enfrentó a un desacuerdo interno sobre si deberían tener un enfoque intelectual o activista de base.
La academia se relanzó en 1969 con el nombre de Agraw Imazighen con el primer concierto bereber. El relanzamiento y el cambio de nombre a lengua tamazight "marcaron un giro hacia una agenda más particularista, centrada en los bereberes", preocupada principalmente por "concienciar al público en general sobre la historia y la civilización de los bereberes y promover su lengua y cultura". Esto sirvió como un punto de inflexión para la cultura de la diáspora bereber en Francia, así como para el amaziguismo fuera de ella. 
La asociación publicó un influyente boletín mensual, Imazighen (en francés: Imazighéne ), tanto en francés como en cabilio, este último en neo-tifinagh. La asociación distribuyó Imazighen y otras publicaciones en miles de cafés cabilios de todo París, y luego circularon entre lectores de Argelia y Marruecos.  Aunque algunos consideraban que el Imazighen era demasiado radical, en general fue recibido muy positivamente por las comunidades bereberes, que enviaron miles de cartas de apoyo desde Argelia y Marruecos. Imazighen publicó treinta números.
La Academia Bereber se disolvió en 1976, en gran parte debido a la falta de ingresos.

## Neo-tifinagh
La Academia Bereber creó una variante del alfabeto tuareg tifinagh, ahora conocido como Neo-tifinagh, para dar cabida a la fonética cabila. Enseñaron el idioma Neo-Tifinagh a miembros locales de la comunidad de la diáspora cabila y lo utilizaron en su boletín de amplia difusión, Imazighen. Desde entonces, el Neo-Tifinagh ha experimentado nuevas reformas y se utiliza en diversos contextos en todo el norte de África.